# Thilo Kuntz
Thilo Kuntz (* 1977) ist ein deutscher Jurist und Hochschullehrer an der Heinrich-Heine-Universität Düsseldorf.

## Leben
Von 1996 bis 1999 absolvierte Kuntz zunächst eine Ausbildung zum Rechtspfleger. Dem schloss er ein Studium der Rechtswissenschaften an der Universität Gießen an, wo er 2003 sein Erstes Juristisches Staatsexamen ablegte. Anschließend leistete er sein Referendariat am Landgericht Gießen, das er 2006 mit dem Zweiten Staatsexamen abschloss. Dem folgte ein Studium an der University of Chicago Law School, das er 2007 mit dem Titel Master of Laws abschloss. Nach seiner Rückkehr nach Deutschland arbeitete Kuntz als wissenschaftlicher Mitarbeiter von Jens Ekkenga an der Universität Gießen. Dort wurde er 2008 zum Dr. iur. promoviert. Anschließend arbeitete er als Akademischer Rat auf Zeit, bis er 2014 seine Habilitation vollendete. Seine Habilitationsschrift wurde mit dem Hochschulpreis des Deutschen Aktieninstituts und dem Dr.-Herbert-Stolzenberg-Preis der Universität Gießen ausgezeichnet.
Es folgten Lehrstuhlvertretungen an den Universitäten Konstanz und Bremen. In Bremen hatte er ab 2015 den ordentlichen Lehrstuhl für Bürgerliches Recht, Handels- und Gesellschaftsrecht, Rechtstheorie inne. Seit Oktober 2017 ist er zudem Richter im zweiten Hauptamt am Hanseatischen Oberlandesgericht Bremen. Zum 1. April 2018 nahm er einen Ruf an die Bucerius Law School an. Am 15. März 2022 erhielt er einen Ruf an die Heinrich-Heine-Universität Düsseldorf auf eine W3-Professur für Bürgerliches Recht, Handels- und Gesellschaftsrecht, die er am 1. Oktober 2022 antrat.

## Veröffentlichungen (Auswahl)
- Informationsweitergabe durch die Geschäftsleiter beim Buyout unter Managementbeteiligung. Zugleich ein Beitrag zur Treubindung der Geschäftsleiter in Aktiengesellschaft und GmbH. Duncker & Humblot, Berlin 2009, ISBN 978-3-428-13046-7 (Dissertation).
- Gestaltung von Kapitalgesellschaften zwischen Freiheit und Zwang – Venture Capital in Deutschland und den USA. Mohr Siebeck, Tübingen 2016, ISBN 978-3-16-153465-2 (Habilitationsschrift).